# Émile Jeanne
Nicolas Marie Emile Jeanne (Luik, 30 juni 1849 - Montegnée, 4 oktober 1924) was een Belgisch volksvertegenwoordiger en burgemeester.

## Levensloop
Hij was een zoon van de poësisleraar aan het atheneum van Luik, Jules Jeanne, en van Marie Guilleaume. Hij trouwde met Marie Vankeer.
Hij promoveerde tot doctor in de rechten (1869) aan de Universiteit van Luik en vestigde zich voor een levenslange carrière als advocaat bij de balie van Luik. In 1898-1899 was hij stafhouder.
In 1887 werd hij verkozen tot gemeenteraadslid van Montegnée, van 1888 tot 1894 was hij er schepen en van 1900 tot 1921 burgemeester. Van 1878 tot 1890 was hij provincieraadslid.
In 1890 werd Jeanne voor de Liberale Partij verkozen tot lid van de Kamer van volksvertegenwoordigers voor het arrondissement Luik, wat hij bleef tot in 1900. Jeanne behoorde tot de progressieve zijde van de liberalen en werd bij de verkiezingen van 1894 en 1898 herkozen vanop een kartellijst van de socialistische BWP en progressieve liberalen. Bij de verkiezingen van 27 mei 1900 kwamen de progressieve liberalen in het arrondissement Luik op met een aparte lijst, waarbij Jeanne de tweede plaats kreeg toegewezen. De lijst behaalde echter geen enkele verkozene en Jeanne verdween bijgevolg uit het parlement. 

## Publicatie
- La liberté de la profession d'avocat, in: La Belgique judiciaire, 1877.